# 안현석
안현석(1992년 10월 1일 ~ )은 대한민국의 뮤지컬 배우다.

## 방송
- 더블 캐스팅 (2020) - Top71

## 공연
- 만덕 - 제주 (2018)
- 반 고흐와 해바라기 소년 (2019)
- 신의 손을 빌린 남자 - 안산 (2019)
- 동백지는 날 (2021)
- 허락 (2023)